# Psednos mirabilis
Psednos mirabilis és una espècie de peix pertanyent a la família dels lipàrids.

## Descripció
- Fa 2,8 cm de llargària màxima.
- Nombre de vèrtebres: 41.
- Cap i ventre de color negre.[5]

## Hàbitat
És un peix marí i batipelàgic que viu entre 0-700 m de fondària.

## Distribució geogràfica
Es troba a l'Atlàntic nord-occidental: l'est de Nova Jersey.

## Observacions
És inofensiu per als humans.